# Brunakärr
Brunakärr [-tjärr] (finska: Ruskeasuo) är en stadsdel i Helsingfors och en del av Grejus distrikt. 
Brunakärr består främst av höghus byggda på 1940- och 1950-talen längs med Mannerheimvägen, där de är upp till åtta våningar höga, medan de gradvis blir lägre (tre-fyra våningar) mot Helsingfors centralpark i den östra delen av Brunakärr. En stor del av Brunakärrs yta upptas av Centralparken. I den västra delen väster om Mannerheimvägen finns Tilkka militärsjukhus, som lades ner vid årsskiftet 2005/2006. Sjukhusbyggnaden är skyddad.
I västra Brunakärr började den nya stadsdelen Lillhoplax byggas på 1980-talet. Den är inte officiellt en egen stadsdel, utan tillhör de tre stadsdelarna Brunakärr, Mejlans och Södra Haga.

## Externa länkar

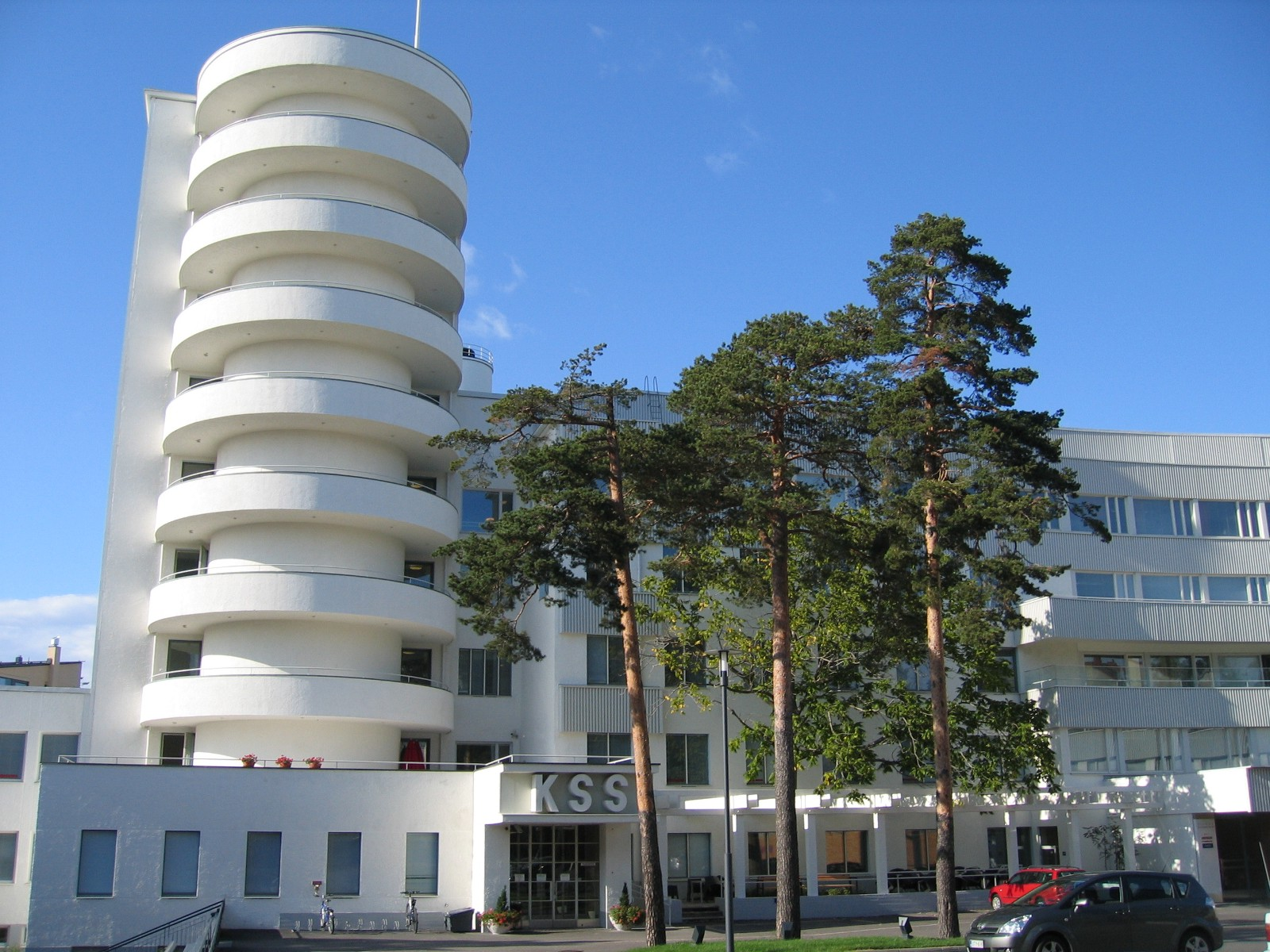
Det före detta militärsjukhuset Tilkka, byggt 1936